# Historiarum adversus paganos libri septem
Le Historiarum adversus paganos libri septem ("I sette libri di storie contro i pagani") o Historiae adversus paganos (tradotto come Le storie contro i pagani) sono un'opera storiografica di Paolo Orosio, scritta negli anni 417 e 418.

## Origini e scopo

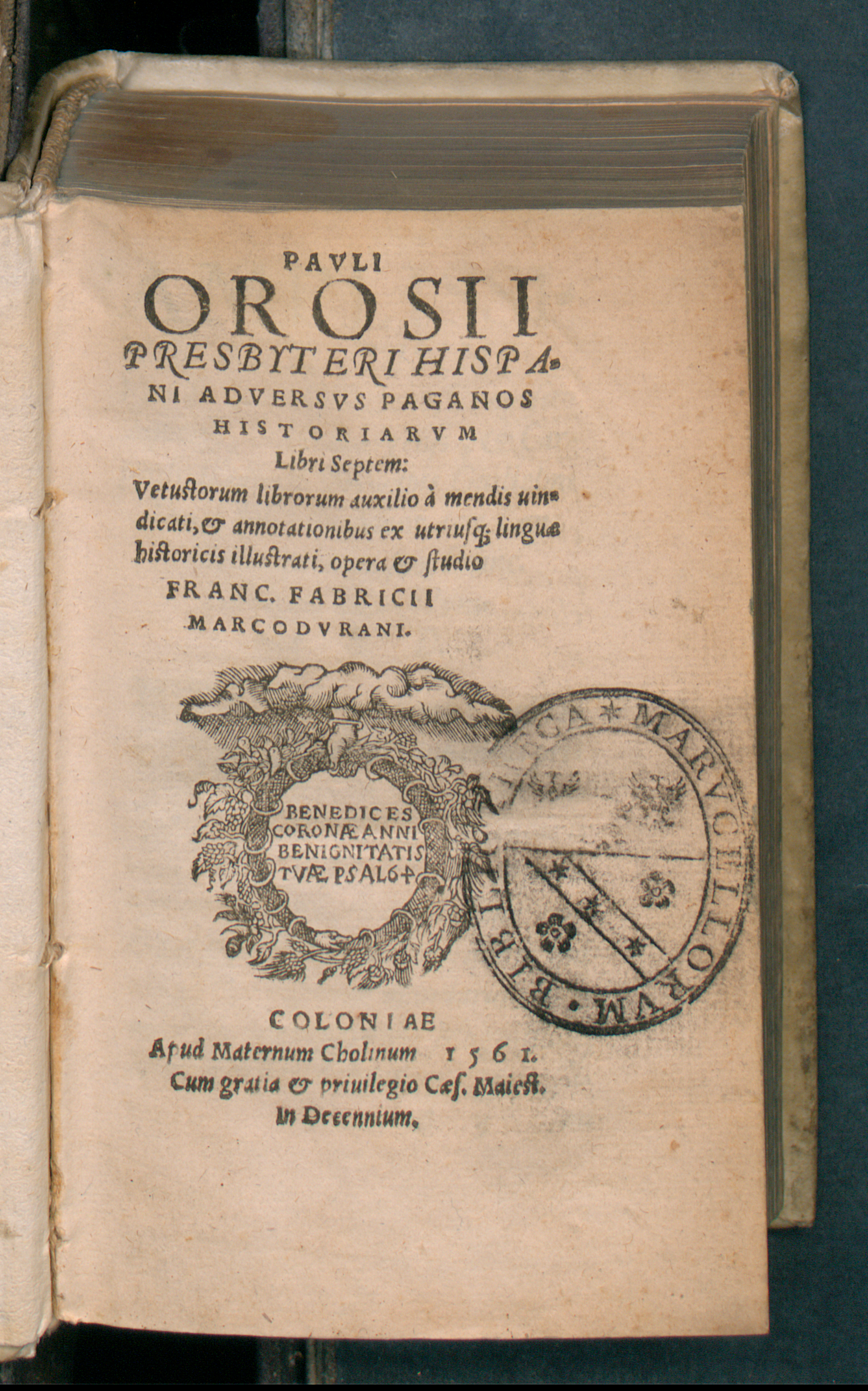
Historiae adversus paganos, 1561.

Paolo Orosio scrisse il trattato spinto da Agostino d'Ippona. Esso costituisce la prima storia universale cristiana (Patrologia Latina, XXXI, 663-1174 o Orosii opera, ed. Zangemeister, in "Corpus script. eccl. lat.", V, Vienna, 1882), in sette libri pensati come un complemento a La città di Dio (De civitate Dei) di Agostino. In particolare è l'estensione del terzo libro, nel quale Agostino dimostra che l'Impero romano non era protetto dagli dèi pagani, ma aveva sofferto di varie calamità tanto prima quanto dopo l'affermarsi del Cristianesimo come religione ufficiale. Il libro serve quindi a confutare la tesi pagana secondo la quale l'aver abbandonato gli dèi romani era stata la causa delle calamità che avevano portato al sacco di Roma e alla caduta dell'Impero romano d'Occidente.
Agostino voleva che ciò fosse dimostrato in un'opera storica a sé stante analizzando per intero la storia di tutti gli imperi e delle popolazioni dell'antichità, con l'idea fondamentale che Dio e la Provvidenza determinano i destini delle nazioni. In base alla sua teoria, due imperi principalmente avevano governato il mondo: Babilonia a est e Roma a ovest. Roma aveva ricevuto l'eredità di Babilonia tramite gli imperi macedone e poi cartaginese. Così sostiene che ci furono quattro grandi imperi nella storia: un'idea ampiamente accettata nel Medioevo (vedi translatio imperii).

## Struttura
Nota anche col titolo di Ormista (o Hormesta), che probabilmente sta per Or[osii] M[undi] ist[ori]a ("storia del mondo di Orosio"), è l'opera maggiore di Orosio. Descrive la storia umana dalla creazione del mondo al 417 d.C.
Il primo libro descrive brevemente il mondo e ne traccia la storia, dal diluvio alla fondazione di Roma.
Il secondo fornisce la storia romana fino al sacco della città a opera dei Galli di Brenno, della Persia fino a Ciro II e della Grecia fino alla battaglia di Cunassa.
Il terzo libro si occupa principalmente dell'impero macedone sotto Alessandro Magno e i suoi successori e la storia romana contemporanea.
Il quarto libro porta la storia romana fino alla distruzione di Cartagine; gli ultimi tre libri trattano la storia romana dalla distruzione di Cartagine fino ai giorni dell'autore, sin quasi alla caduta di Roma.
Orosio utilizzò nella compilazione della sua opera scritti di molti storici antichi e di scrittori cristiani. La sua opera, ultimata nel 418, mostra i segni di una certa fretta; oltre alle Sacre Scritture e alla Cronica di Eusebio di Cesarea rivista da Girolamo, utilizzò come fonti Livio, Eutropio, Cesare, Svetonio, Floro e Giustino. Conformemente allo scopo apologetico, sono descritte tutte le calamità sofferte dalle varie popolazioni. Sebbene superficiale e frammentario, il lavoro è apprezzabile perché contiene informazioni contemporanee sul periodo dopo il 378.

## Fortuna
Le Historiae furono uno dei testi di storia antica più accreditati nel Medioevo, venendo largamente sfruttate come compendio da Prospero, Giordane, Gregorio di Tours, Beda il Venerabile, Paolo Diacono; ebbe grande influenza anche per Dante nella Divina Commedia e nella cultura araba, essendo l'unico libro di storia scritto in latino conosciuto dal mondo islamico per oltre un millennio.
L'opera è, in effetti, tramandata da quasi 200 manoscritti. È sopravvissuta una traduzione anglosassone liberamente compendiata del IX secolo di Alfredo il Grande, nota anche come Orosio anglosassone. La traduzione anglosassone delle Historiae adversus paganos, nota anche come Orosio anglosassone (ed. H. Sweet, Londra, 1843), è ritenuta opera di re Alfredo (fine IX secolo) e William of Malmesbury è stato il primo ad attribuire la traduzione a re Alfredo, anche se ci sono elementi interni al testo che fanno pensare a una traduzione fatta da un merciano. La principale caratteristica del testo anglosassone è quella di essere stato tradotto liberamente: poche sono le parti tradotte fedelmente, mentre molti brani del testo sono stati ampliati od omessi. I brani più interessanti che fanno pensare a primi tentativi di prosa pura anglosassone sono i racconti dei due viaggiatori Wulfstan e Ohthere.
I manoscritti che tramandano la traduzione anglosassone delle Historiae adversus paganos di Orosio sono quattro: ms British Library, Additional 47967, noto come Lauderdale o Tollemache; ms British Library, B.i., noto come Cotton Tiberius; ms Oxford, Bodleian Library, Eng. Hist. E. 49 (30481), noto come frammento Bodleiano; ms Città del Vaticano, Biblioteca Apostolica Vaticana, Reg. Lat. 497, f. 71), noto come frammento Vaticano.
Bono Giamboni ne diede una traduzione in italiano (ed. Tassi, Firenze 1849; edd. parziali in Cesare Segre, Volgarizzamenti del Due e del Trecento, Torino 1953 e in Cesare Segre, La prosa del Duecento, Milano-Napoli 1959); dalla traduzione di Bono Giamboni deriva una traduzione aragonese ancora inedita.
L'opera, inoltre, come detto, fu l'unico libro di storia scritto in latino che fu conosciuto dal mondo islamico per oltre un millennio. Portato come dono ufficiale a Cordova per il califfo omayyade al-Hakam II ibn Abd al-Rahman, fu tradotto in al-Andalus grazie al concorso di un cristiano e di un musulmano. Fu il libro dal quale prese quasi tutte le informazioni, utili a tracciare una storia del mondo europeo latino, il grande storico e filosofo della storia Ibn Khaldun per redigere la Muqaddima ("Introduzione") al suo Kitāb al-ʿibar ("Il libro degli esempi").